# Distribució degenerada
En matemàtiques, una distribució degenerada és una distribució de probabilitat en un espai (discret o continu) amb suport només en un espai de menor dimensió. Si la distribució degenerada és univariada (que només inclou una única variable aleatòria), és una «distribució determinista» i només pren un únic valor. Els exemples inclouen una moneda de dos caps i un dau amb tots els costats que mostren el mateix número. Aquesta distribució satisfà la definició de «variable aleatòria» tot i que no apareix a l'atzar en el sentit quotidià de la paraula; per tant, es considera degenerada.
En el cas d'una variable aleatòria de valor real, la distribució degenerada es localitza en un punt k0 en la recta real. La funció de massa de probabilitat és igual a 1 en aquest punt i 0 en un altre lloc.
La distribució univariada degenerada es pot considerar com el cas limitat d'una distribució contínua la variància de la qual passa a 0, cosa que fa que la funció de densitat de probabilitat sigui una funció de delta a k0, amb una alçada infinita, però una àrea igual a 1.
La funció de distribució acumulativa de la distribució degenerada univariada és:
{\displaystyle F_{k_{0}}(x)=\left\{{\begin{matrix}1,&{\mbox{si }}x\geq k_{0}\\0,&{\mbox{si }}x<k_{0}\end{matrix}}\right.}

## Variable aleatòria constant
En la teoria de la probabilitat, una variable aleatòria constant és una variable aleatòria discreta que pren un valor constant, independentment de qualsevol succés que es produeixi. Això és tècnicament diferent d'una variable aleatòria gairebé segura, que pot prendre altres valors, però només en successos amb probabilitat zero. Les variables aleatòries constants i segurament constants, que tenen una distribució degenerada, proporcionen una manera de tractar valors constants en un marc probabilístic.
Sigui X: Ω → R una variable aleatòria definida en un espai de probabilitat (Ω, P). Llavors X és una variable aleatòria gairebé segura, si existeix {\displaystyle k_{0}\in \mathbb {R} } de tal manera que
{\displaystyle \Pr(X=k_{0})=1,}
i és a més una variable aleatòria constant si
{\displaystyle X(\omega )=k_{0},\quad \forall \omega \in \Omega .}
Tingueu en compte que una variable aleatòria constant gairebé segura és constant, però no necessàriament a l'inrevés, ja que si X és gairebé segurament constant, ja que pot existir γ ∈ Ω de tal manera que X(γ) ≠ k0 (però necessàriament Pr({γ}) = 0, de fet Pr(X ≠ k0) = 0).
Per a propòsits pràctics, la distinció entre X és constant o gairebé segurament constant no té importància, ja que la funció de distribució acumulativa F(x) de X no depèn de si X és constant o «només» gairebé segurament constant. En qualsevol cas,
{\displaystyle F(x)={\begin{cases}1,&x\geq k_{0},\\0,&x<k_{0}.\end{cases}}}
La funció F(x) és una funció esglaonada; en particular, és una translació de la funció esglaó de Heaviside.

## Dimensions més altes
La degeneració d'una distribució multivariada en n variables aleatòries sorgeix quan el suport es troba en un espai de dimensió menor que n. Això passa quan almenys una de les variables és una funció determinista de les altres. Per exemple, en el cas de 2 variables, suposem que Y = aX + b per a les variables aleatòries escalar X i Y i les constants escalars a ≠ 0 i b; aquí conèixer el valor d'un de X o de Y dona un coneixement exacte del valor de l'altre. Tots els punts possibles (x, y) cauen sobre la línia unidimensional y = ax + by.
En general, quan una o més de n variables aleatòries són exactament linealment determinades pels altres, si la matriu de covariància existeix, el seu determinant és 0, de manera que és positiu semidefinit però no positiu definit, i la distribució de probabilitat conjunta és degenerada.
La degeneració també es pot produir, fins i tot amb covariància no-zero. Per exemple, quan l'escalar X es distribueix simètricament al voltant de 0 i Y és exactament donat per Y = X ², tots els punts possibles (x, y) cauen sobre la paràbola y = x ², que és un subconjunt unidimensional de l'espai dos-dimensional.